# Commandement des forces des États-Unis en Europe
Le Commandement des forces des États-Unis en Europe (en anglais United States European Command ou EUCOM) est un des onze Unified Combatant Command dépendant du département de la Défense des Etats-Unis (DoD).

## Historique
L'EUCOM est le seul commandement opérationnel régional doté d'un quartier général avancé déployé en dehors des États-Unis. 

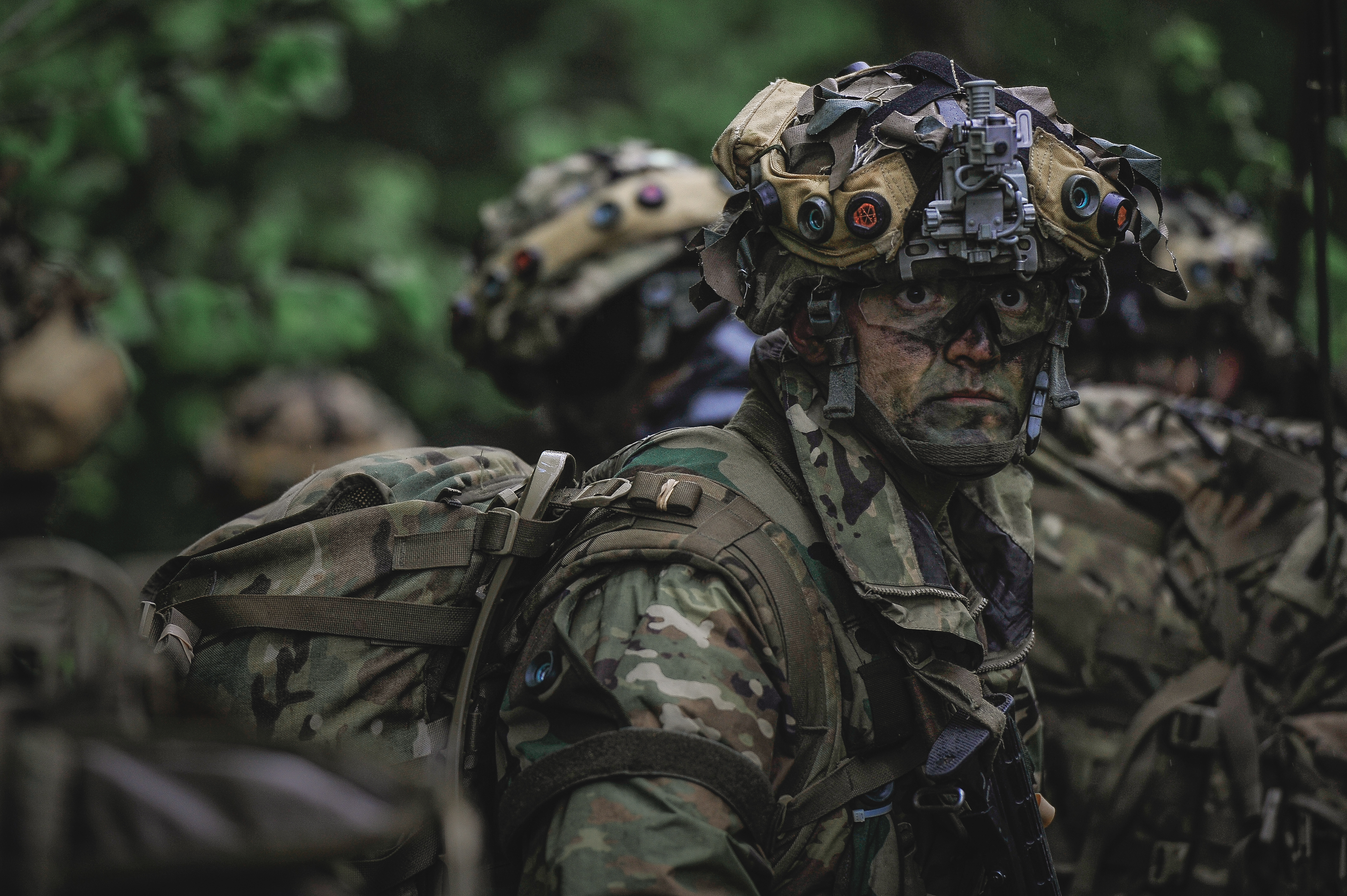
Un parachutiste de la 173e brigade aéroportée de l'armée américaine lors d'un exercice multinational en Slovénie en mai 2019.

Opérationnel depuis le 1er août 1952, en 1954[Quoi ?], les quartiers généraux du Commandement des États-Unis en Europe furent transférés au camp des Loges dans les Yvelines, afin d’être plus près des quartiers généraux du SHAPE et y restèrent jusqu’au retrait de l’OTAN et des Forces américaines de la France en 1966 après que le président Charles de Gaulle eut annoncé le retrait de la France du commandement militaire intégré de l'OTAN au mois de mars de la même année.
Son Quartier Général se trouve depuis à Stuttgart en Allemagne depuis 1966.
Son commandant a une double responsabilité puisqu’il assume également le rôle de commandant suprême des forces alliées en Europe (SACEUR) au Grand Quartier général des Puissances alliées en Europe (SHAPE) dans la hiérarchie de l’OTAN.

## Zone d'influence
Sa zone d’influence en 2008 couvre  l’Europe, la Turquie, le Groenland et l’ancienne Union soviétique à l’exception des cinq républiques d’Asie Centrale.
Avant la création d'un nouveau commandement spécifique à l'Afrique en 2008, ce commandement avait également en charge l’Afrique (à l’exception de l’Égypte, du Soudan, de Djibouti, du Kenya, de la Somalie, de l’Érythrée et de l’Éthiopie, couvertes par la zone Centrale, et de Madagascar couverte par la zone Pacifique).

## Organisation
L'EUCOM est composé des commandements suivants:
- United States Army Europe de l'United States Army
- United States Naval Forces Europe de l'United States Navy
- United States Marine Corps Forces Europe de l'United States Marine Corps
- United States Air Forces in Europe de l'United States Air Force
- United States Special Operations Command Europe des Special Forces

## Actions

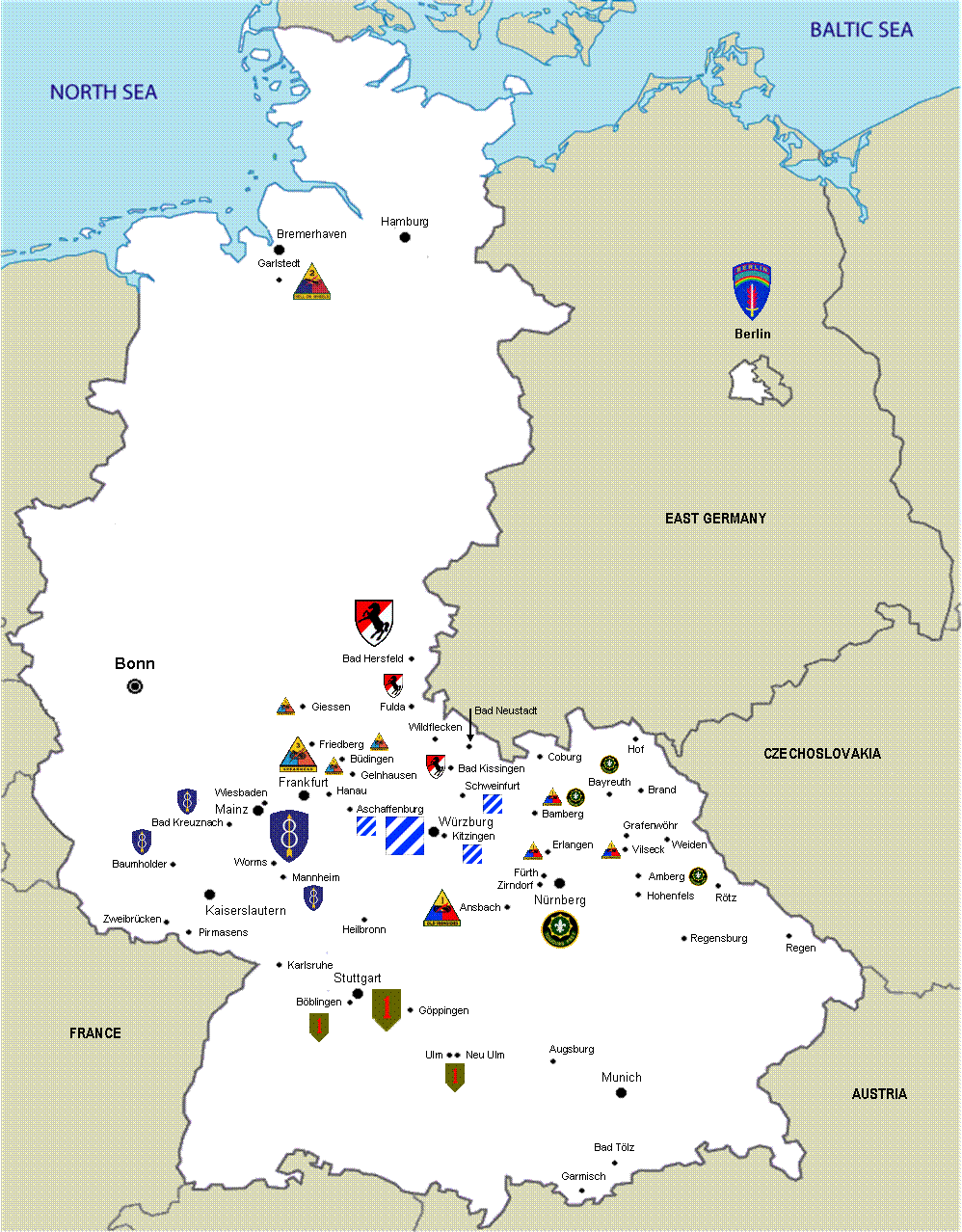
Formations de la United States Army Europe en Allemagne de l'Ouest en 1987. Plus de 180000 militaires américains étaient alors présents dans ce pays. :
- 1re division blindée
- 2e division blindée
- 3e division blindée
- 1re division d'infanterie
- 3e division d'infanterie
- 8e division d'infanterie
- 2e régiment de cavalerie blindé
- 11e régiment de cavalerie blindé
- Berlin Brigade.

L'EUCOM fut en première ligne pour les opérations durant la guerre froide.

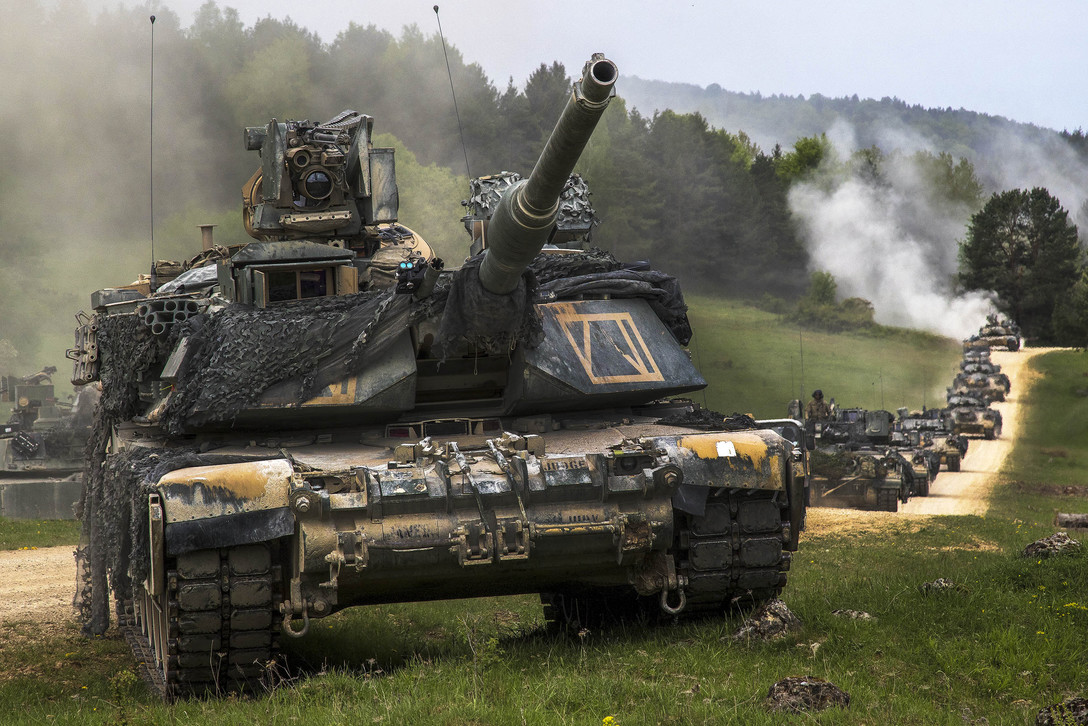
Une colonne de blindés de la United States Army Europe durant un exercice en 2018 se tenant deux fois par an en Allemagne.

Les effectifs passent de 120 000 militaires américains en Europe à 400 000 personnes en 1953. À la fin des années 1980, les forces de l'EUCOM comptaient plus de 315 000 personnes réparties dans 1 421 installations. Avec la chute des régimes communistes en Europe, la majorité des unités est rapatriée ou dissoute.
En 2005, l'EUCOM emploie 112 000 personnes réparties sur 491 installations. L'objectif final du plan de restructuration est de réduire ces chiffres d'environ 40 %. En 2012, il y a moins de 80 000 militaires en Europe et ce chiffre continue de descendre. Début 2015, on annonce une fermeture d'une vingtaine d'installations d'ici 2019. L'effectif à cette date est de 67 000 personnes et devrait rester stable jusqu’à la fin de la décennie hors évolution géostratégique. En 2021 les effectifs étaient de 76 000 militaires, avec les renforts déployés ponctuellement pour la mission de réassurance suite l'invasion de l'Ukraine par la Russie, les effectifs atteignent environ 100 000 personnes en 2022.
Durant la guerre du Kosovo, ce commandement a joué un rôle important en collaboration avec l'OTAN. 
Il contrôlait aussi les forces aériennes au départ de la base d’Incirlik en Turquie durant la guerre d'Irak.
Depuis l'invasion de l'Ukraine par la Russie en 2022 , une entité de l'EUCOM est chargée de la logistique des dons d'armes provenant de plus de 40 pays à l'Ukraine. Les armes sont acheminées à proximité de sa frontière, la plupart du temps dans des bases de transits en Pologne, puis récupérées par l'armée ukrainienne.

## Missions
L'EUCOM a pour missions :
- d'assurer la préparation de ses forces pour mener toute une gamme d'opérations soit unilatéralement, soit de concert avec les alliés
- d'améliorer la sécurité transatlantique via le soutien à l'OTAN
- de promouvoir la stabilité régionale
- de lutter contre le terrorisme
- de développer les intérêts américains dans la zone de responsabilité.

Selon le commandant de l'EUCOM, le United States European Command s'insère dans la vision globale :
- L'Europe, un partenaire mondial
- Une Afrique autosuffisante et stable
- Une plus grande partie du Moyen-Orient en paix
- Des organisations de sécurité régionale compétentes